# Piazza Pittore Renda
Piazza Pittore Renda  è una fra le più grandi piazze di Alcamo, comune della provincia di Trapani. 
È situata sul lato ovest della città, in fondo al corso principale 

## Storia
Questa piazza è sorta nel primo Novecento: anticamente sul posto esisteva una cava che, dopo la sua dismissione, è diventata un deposito di rifiuti; sulla destra si trovava un abbeveratoio. Allorché la città si allargò verso ovest, l'area venne destinata a piazza e dedicata a Giuseppe Renda, pittore alcamese.
Nel 1941, dovendosi costruire un rifugio antiaereo sotto la villetta di Piazza Bagolino, i busti marmorei di Sebastiano Bagolino, realizzato dallo scultore alcamese Giuseppe Bambina, e quello di Girolamo Caruso, vennero trasferiti nella piazza Pittore Renda,  e posti ai due lati del viale centrale della villa. Infine, dopo aver subito diversi atti vandalici, furono tolti e distrutti.
Nel 1961, l'amministrazione comunale (allora guidata dal senatore Ludovico Corrao), approvò la delibera per il rifacimento della villa, situata nella piazza, che ha portato alla creazione di una serie di aiuole e al collocamento di alcune panchine in pietra.
In seguito per due volte, nel 1986 e nel 1992, le amministrazioni in carica approvarono la realizzazione di un progetto che prevedeva la ristrutturazione della stessa villa, con la costruzione di alcune mura di recinzione, alte più di quattro metri. La Commissione Edilizia diede però un giudizio negativo sull'opera, in quanto oltre ad essere malvista dalla cittadinanza per vari motivi, impediva la visuale e male si inseriva nel relativo contesto urbano.
Per tali motivi la struttura della villa è rimasta quasi inalterata, a seguito di un progetto di ristrutturazione preparato dagli stessi tecnici comunali.